# Twiggy Ramirez
Twiggy Ramirez, pseudonimo di Jeordie Osborne White (Coral Springs, 20 giugno 1971), è un bassista e chitarrista statunitense.
È noto soprattutto per la sua attività nel gruppo Marilyn Manson, in cui ha suonato dal 1993 al 2002 e di nuovo a partire dal 2008. È stato precedentemente anche bassista degli A Perfect Circle e dei Nine Inch Nails (dal vivo) in più ha contribuito alle registrazioni delle The Desert Sessions.
Il suo nome d'arte deriva dall'icona della moda Twiggy e dal serial killer Richard Ramirez.

## Biografia

### Primi anni
La sua adolescenza fu alquanto infelice, anche a causa dei suoi capelli lunghi, per i quali veniva preso in giro e addirittura ritenuto una femminuccia. Per smentire ciò, Jeordie, durante una recita scolastica si abbassò i pantaloni, mostrando a tutti il suo vero sesso, venne così espulso dalla scuola.

### I Marilyn Manson (1993-2002)
Dopo poco tempo, Jeordie incontrò Brian Warner, e grazie alla comune passione per lo stesso genere musicale, diventarono subito buoni amici. Brian chiese a Twiggy se volesse far parte del suo gruppo, ma quest'ultimo rispose di no, perché suonava già con una band thrash metal chiamata Amboog-a-Lard. Nonostante ciò si continuarono a frequentare, e incisero la prima canzone Herpes: dove Twiggy canta e Brian è alla batteria. Nello stesso anno Marilyn Manson, incise un album, con Gidget Gein come bassista, in seguito cacciato per l'eccessivo uso di eroina. Tempo dopo, Manson, ripropose a White di entrare nel gruppo, stavolta quest'ultimo accettò l'offerta diventando così Twiggy Ramirez. Nel primo album, Portrait of an American Family, il bassista era ancora Gidget Gein, malgrado nelle foto del CD sia presente Twiggy. Manson ritenne talmente bravo Twiggy, che gli fece suonare alcuni pezzi dell'album Antichrist Superstar, dopo l'abbandono di Daisy Berkowitz.

### Dopo i Marilyn Manson (2003-2007)
Twiggy è sempre stato ammirato da tutti i fan, per le sue capacità musicali e per il legame che ha avuto con Manson, ma il 29 maggio 2002, per incompatibilità musicale, a quanto dissero entrambi, Twiggy abbandonò la band, lasciando così il posto a Tim Sköld. Dopo aver lasciato la band ha suonato in due show dei Mondo Generator e fatto un'audizione con la chitarra ritmica per i Queens of the Stone Age e come bassista dei Metallica. Successivamente collaborò attivamente con gli A Perfect Circle, il side project di Maynard dei Tool, con i quali suonò per il tour di Thirteen Step e Emotive. Oltre a questi ultimi Jeordie suona in modo fisso con i Nine Inch Nails di Trent Reznor, collaborando all'album With Teeth e Year Zero. A breve (2007) uscirà anche il suo disco semi-solista del suo progetto personale, i Goon Moon, una band nata nel 2005 e improntata su un rock sperimentale.

### Il ritorno con i Marilyn Manson (2008-2017)
Il 9 gennaio 2008 su MySpace viene annunciato che Twiggy Ramirez è ritornato al fianco di Marilyn Manson come bassista sostituendo Tim Skold per completare il resto del Rape of the World Tour. Tuttavia continua ad essere membro dei Goon Moon.
Il 25 ottobre 2017 viene allontanato dal gruppo dopo le accuse di stupro.

### Vita privata
Il 26 luglio 2014, Jeordie ha sposato la giovane modella e make up artist Laney Chantal a Los Angeles in California.
A fine maggio 2018, la ragazza ufficializza sul suo profilo Instagram della loro separazione.

## Discografia
Con gli Amboog-A-Lard (gruppo musicale) 
- 1993: A New Hope

 Con i Marilyn Manson 
- 1994: Portrait of an American Family
- 1995: Smells Like Children
- 1996: Antichrist Superstar
- 1998: Mechanical Animals
- 1999: The Last Tour On Earth
- 2000: Holy Wood (In the Shadow of the Valley of Death)
- 2009: The High End of Low
- 2012: Born Villain

 Con i The Desert Sessions 
- 2003: Volumes 9 & 10

 Con gli A Perfect Circle 
- 2003: Thirteenth Step
- 2004: Emotive
- 2004: Amotion

 Con i Nine Inch Nails 
- 2007: Beside You in Time

 Con i Goon Moon 
- 2005: I Got a Brand New Egg Layin' Machine
- 2007: Licker's Last Leg